# Holandský krok

Pro zobrazení animace klikněte na obrázek

Holandský krok (anglicky dutch roll) je aeroelastický jev, kdy se letoun dostane do bočních kmitů a ocas letounu se hýbe ze strany na stranu, letadlo vybočuje z pohybu dopředu – je porušená boční stabilita.
V Boeingu tento problém objevili poprvé při letech s vojenskými letadly B-47 a B-52, proto do letounu nainstalovali tlumič bočních kmitů – Yaw Damper. Přesto však malá znalost tohoto jevu vedla k několika závažným situacím, ústícím až v havárii Boeingu 707 během záletu, kdy byl tlumič bočních kmitů vypnutý a letadlo přešlo do tak velkých výchylek, že se dva ze čtyř motorů utrhly ze závěsů.